# Charette (Québec)
Charette è un comune del Canada, situato nella provincia del Québec, nella regione di Mauricie.